# Huize Olterterp
De Huize Olterterp is een monumentaal pand in de Friese plaats Olterterp, nabij Beetsterzwaag.

## Geschiedenis
Oorspronkelijk stond op de plek van het huidige Huize Olterterp het slot van de familie Van Boelens. Leden van deze familie bezaten een groot deel van het gebied in en rond Olterterp. In de nabijgelegen kerk van Olterterp herinnert een wapensteen aan Ayzo van Boelens. Zijn kleinzoon Ambrosius Ayso van Boelens liet in 1793 het Slot Boelens bouwen. Het slot werd in 1906 afgebroken en vervangen door een landhuis.
De landschapstijl van het bijbehorende Park Olterterp doet denken aan de tuinaanleg van Lucas Pieters Roodbaard, die in deze omgeving ook de parken van Lyndenstein en van de Harinxmastate heeft aangelegd. In de jaren negentig is het pand verbouwd, maar het oorspronkelijke karakter is nog goeddeels bewaard gebleven.
Sinds die tijd wordt Huize Olterterp gebruikt als het hoofdkantoor van de Friese natuurbeschermingsorganisatie It Fryske Gea. Het pand is erkend als een rijksmonument.

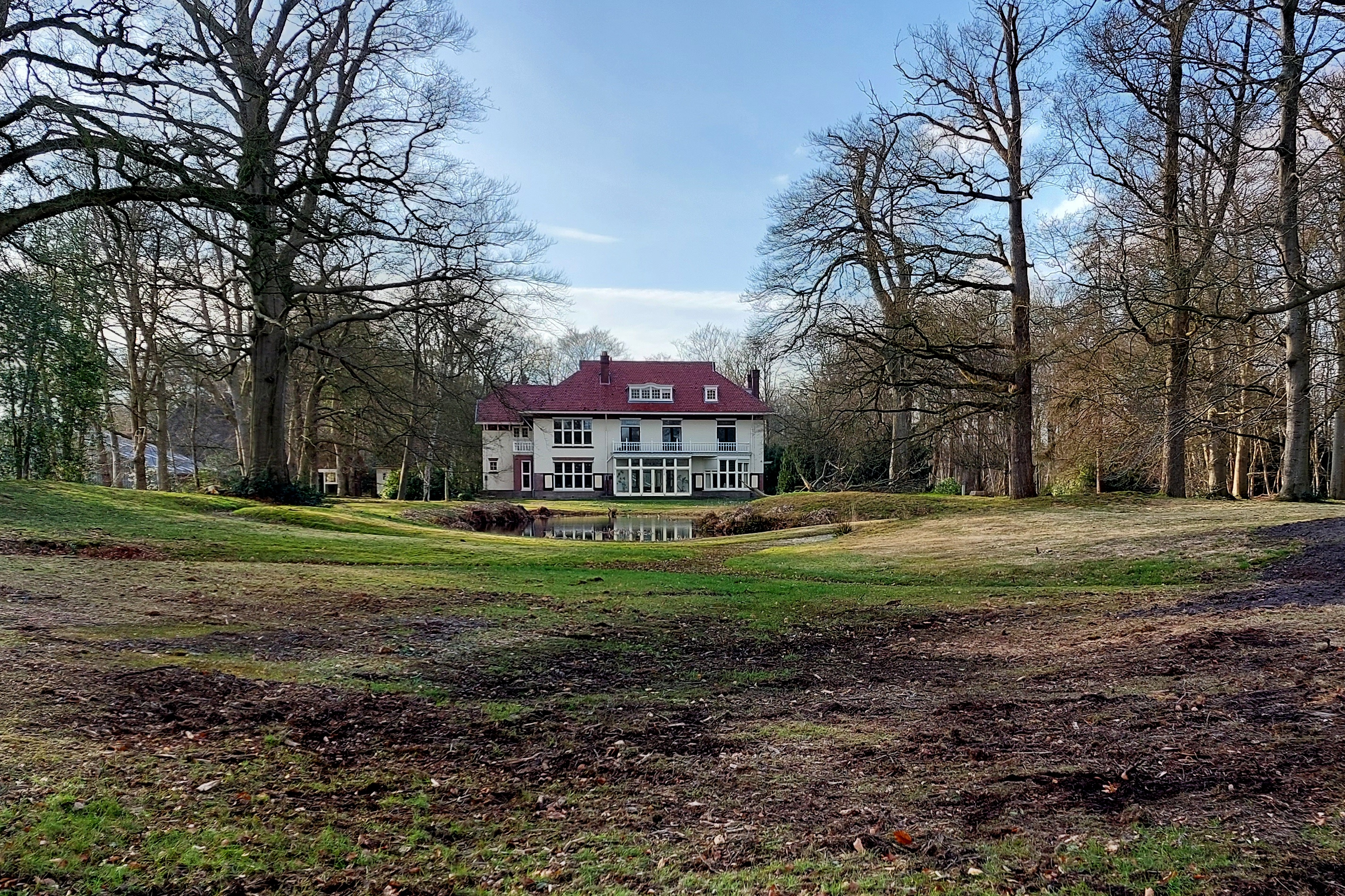
Het park met het pand